# Cruzeiro (San Paolo)
Cruzeiro è un comune del Brasile nello Stato di San Paolo, parte della mesoregione della Vale do Paraíba Paulista e della microregione di Guaratinguetá.